# Congo Belga na Segunda Guerra Mundial

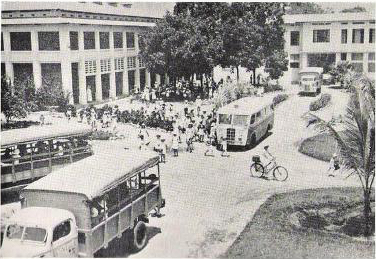
Praça movimentada em Léopoldville, capital do Congo Belga, 1943

O envolvimento do Congo Belga (a atual República Democrática do Congo) na Segunda Guerra Mundial começou com a invasão alemã da Bélgica em maio de 1940. Apesar da rendição da Bélgica, o Congo permaneceu no conflito do lado dos Aliados, administrado pelo governo belga no governo exilado.
Economicamente, o Congo fornecia as matérias-primas necessárias, como cobre e borracha, para o Reino Unido e os Estados Unidos. O urânio da colônia foi usado para produzir as primeiras bombas atômicas. Ao mesmo tempo, um grande suprimento de diamantes industriais do território foi contrabandeado para a Alemanha nazista com a cumplicidade de executivos belgas. O Congo também apoiou financeiramente o governo belga no exílio. Militarmente, as tropas congolesas da Force Publique lutaram ao lado das forças britânicas na Campanha da África Oriental, e uma unidade médica congolesa serviu em Madagascar e na Campanha da Birmânia. As formações congolesas também atuaram como guarnições no Egito, Nigéria e Palestina.
As crescentes demandas feitas à população congolesa pelas autoridades coloniais durante a guerra, no entanto, provocaram greves, motins e outras formas de resistência, especialmente por parte dos indígenas congoleses. Resistências estas que foram reprimidas, muitas vezes com violência, pelas autoridades coloniais belgas. A prosperidade comparativa do Congo durante o conflito levou a uma onda de imigração belga no pós-guerra, elevando a população branca para 100.000 em 1950, bem como a um período de industrialização que continuou ao longo da década de 1950. O papel desempenhado pelo urânio congolês durante as hostilidades fez com que o país interessasse à União Soviética durante a Guerra Fria.

## Cenário

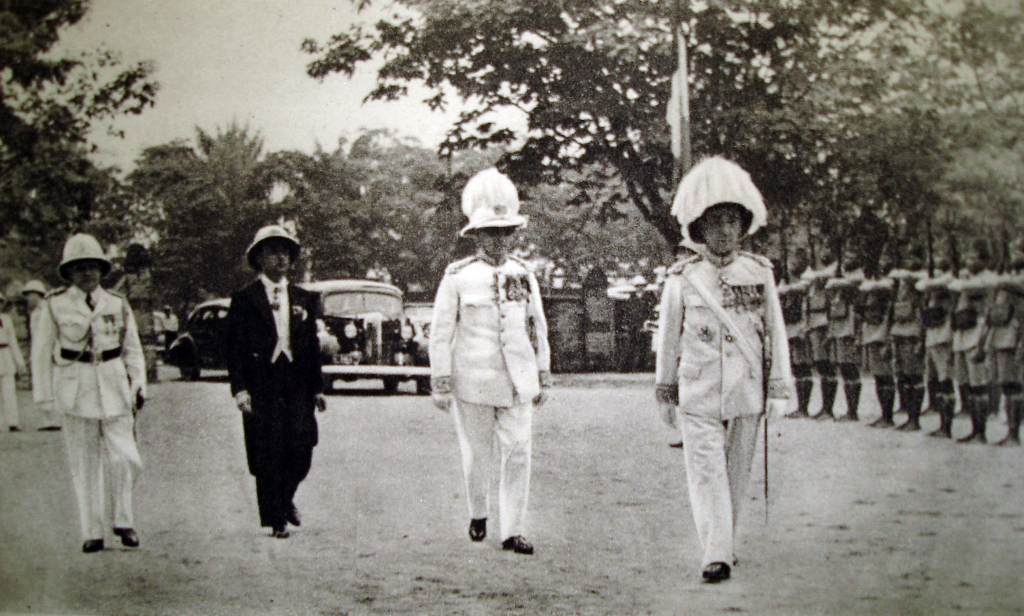
Funcionários coloniais, incluindo o governador-geral, Pierre Ryckmans, em Léopoldville no ano de 1938

Após a Primeira Guerra Mundial, a Bélgica possuía duas colônias na África: o Congo Belga, que controlava desde sua anexação do Estado Livre do Congo em 1908, e Ruanda-Urundi, uma ex-colônia alemã que foi concedida à Bélgica em 1924 pelo Liga das Nações. O exército colonial belga contava com 18.000 soldados, tornando-se um dos maiores exércitos coloniais permanentes da África na época. O Congo passou por um Boom econômico na década de 1920 e as minas, plantações e redes de transporte foram muito desenvolvidas. A Grande Depressão levou ao colapso dos preços das commodities, minando a economia da colônia baseada na exportação e levando a uma grande redução na renda e no emprego. A única indústria que se expandiu durante o período foi centrada na produção de algodão.
O governo belga seguiu uma política de neutralidade durante os anos entre guerras. A Alemanha Nazista invadiu a Bélgica em 10 de maio de 1940. Após 18 dias de combate, o Exército belga se rendeu e o país foi ocupado pelas forças alemãs. O rei Leopoldo III, que se rendeu aos alemães, foi mantido prisioneiro pelo resto da guerra. Pouco antes da queda da Bélgica, seu governo, incluindo o Ministro das Colônias, Albert de Vleeschauwer, fugiu para Bordéus, na França.

## Entrada do Congo na guerra
Em 10 de maio de 1940, as autoridades belgas solicitaram formalmente que o Reino Unido e a França declarassem seu respeito pela neutralidade do Congo e apoio à sua integridade territorial em um futuro acordo de paz. O governo britânico recusou, querendo garantir que o Congo não caísse sob o controle alemão, e a França fez o mesmo. O governo francês considerou brevemente o envio de tropas para ocupar Léopoldville, a capital congolesa. No dia da rendição do exército belga, o governo britânico, incerto sobre o que aconteceria com o território, realizou uma reunião de crise em Londres. O Almirantado propôs o envio de tropas para ocupar locais estratégicos no Congo, mas isso foi rapidamente considerado inviável devido a outros compromissos militares. O governo britânico decidiu então que, se o governo belga caísse, apoiaria um Congo "independente".
Dentro do próprio Congo, as opiniões estavam divididas quanto a continuar ou não a apoiar a guerra. Oficiais corporativos belgas esperavam que a colônia assumisse uma posição neutra, e o estado-maior da Force Publique, o exército colonial, recomendou uma declaração de neutralidade ou mesmo independência sob a autoridade do governador-geral do Congo, Pierre Ryckmans. Ryckmans recusou-se a seguir este conselho, e declarou no dia da rendição do exército belga que a colônia permaneceria leal aos Aliados. Apesar dessa garantia, a desordem eclodiu na cidade de Stanleyville (agora Kisangani no leste do Congo) entre a população branca em pânico com o futuro da colônia e a ameaça de uma invasão italiana.

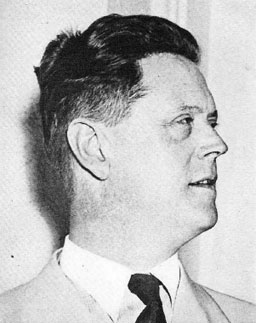
O Ministro das colônias belgas, Albert de Vleeschauwer, defendeu a continuação da participação belga na guerra e prometeu os recursos do Congo aos Aliados

Em 17 de junho, a França declarou um armistício com a Alemanha. Embora Ryckmans tivesse declarado que continuaria a apoiar a causa aliada, o governo belga em Bordéus ficou profundamente desanimado com a rendição francesa. O primeiro-ministro Hubert Pierlot acreditava que não tinha recursos para continuar a lutar e, portanto, seria melhor negociar a paz com a Alemanha em vez de ir para o exílio no Reino Unido. A maioria dos ministros concordou, embora de Vleeschauwer discordasse. Enquanto o governo se preparava para negociar com a Alemanha, representantes de várias empresas belgo-congolesas em Bordeaux informavam os ministros de rumores de que, caso a Bélgica se rendesse, o Reino Unido tomaria o controle do Congo. Enquanto isso, alguns círculos na Bélgica ocupada temia que, se o Congo se alinhou com os aliados que seriam perdidos para sempre como uma colônia para a Bélgica. Em Bruxelas, os alemães estabeleceram um "Kolonial Politisches Büro" que tentava estabelecer conexões com o que restava do Ministério das Colônias.
Os britânicos estavam determinados que o Congo não cairia nas mãos do  Eixo e planejavam invadir e ocupar a colônia se os belgas não chegassem a um acordo. Principalmente porque os Aliados estavam desesperados por matérias-primas como borracha, que o Congo pudesse produzir em abundância. Em 20 de junho, o Secretário de Relações Exteriores britânico disse ao embaixador belga em Londres que o Reino Unido não aceitaria o domínio alemão sobre a  colônia. Enquanto isso, os empresários Belgas-congoleses propuseram de que Vleeschauwer devia ir a Londres para assegurar que a soberania belga sobre o Congo que seriam respeitados. Pierlot sugeriu à Vleeschauwer que deveria receber o novo título de Administrador-geral do Congo, permitindo-lhe perseguir esta causa mesmo se o governo mais tarde desmoronasse e seu mandato ministerial fosse anulado. O governo concordou com a ideia e, em 18 de junho, aprovou um arrêté-loi, concedendo a Vleeschauwer o título e conferindo-lhe plenos poderes legislativos e executivos para administrar o Congo. O decreto também previa que, caso o administrador-geral não pudesse exercer as suas funções, a responsabilidade seria transferida para o governador-geral. Embora tenha concedido seus próprios poderes de emergência na carta colonial do Congo, Ryckmans interpretou o arrêté-loi como significando que ele poderia tomar medidas em áreas ainda não afetadas pelas ordens de De Vleeschauwer, e ele passou a governar a colônia por meio de uma série de decretos legislativos.
De Vleeschauwer partiu para Londres, chegando em 4 de julho. Ele falou com membros do governo britânico e assegurou-lhes que colocaria todas as matérias-primas do Congo à disposição do esforço de guerra do Reino Unido. Nos meses seguintes, Pierlot e dois outros ministros conseguiram chegar a Londres, enquanto os demais declararam sua intenção de permanecer na França e renunciar. Em outubro, Pierlot, de Vleeschauwer e os outros dois ministros estabeleceram oficialmente o governo belga no exílio, reconhecido pelo Reino Unido. Apesar de sua presença, de Vleeschauwer foi politicamente marginalizados pelo ministro das Finanças Camille Gutt e desempenhou um papel pequeno, posteriormente, no governo. Também houve conflito entre de Vleeschauwer, que queria assegurar sua própria autoridade sobre o Congo, e o ministro das Relações Exteriores, Paul-Henri Spaak, que buscou ser mais conciliador no que diz respeito à influência dos Aliados na colônia. Bem estabelecido e seguro no Reino Unido, o governo belga substituiu o arrêté-loi de 18 de junho de 1940 em 29 de abril de 1942, restaurando todos os poderes legislativos e executivos ao governo por completo.
Os alemães ficaram chateados com o apoio do Congo aos Aliados e ameaçaram aplicar sanções às empresas coloniais belgas. Leopoldo III expressou seu descontentamento com as decisões de Ryckman, acreditando que a colônia deveria permanecer neutra. Políticos realistas enviaram mensagens às autoridades belgas em Londres, tentando dissuadi-los de permitir que o Congo apoiasse o esforço de guerra britânico. Em outubro de 1940, Leopoldo III solicitou permissão ao líder nazista alemão Adolf Hitler para enviar um emissário a Léopoldville para persuadir a administração colonial a assumir a neutralidade, mas a viagem nunca foi autorizada.

## Contribuição econômica

### Apoio aliado
“O Congo Belga entrou ao serviço dos Aliados. A sua doutrina e práticas econômicas foram rapidamente adaptadas às novas condições e, enquanto tudo se faz para manter a potencialidade da riqueza do Congo, não há qualquer hesitação quando se trata de sacrificando quaisquer riquezas em favor do esforço de guerra." 
   (Albert de Vleeschauwer)

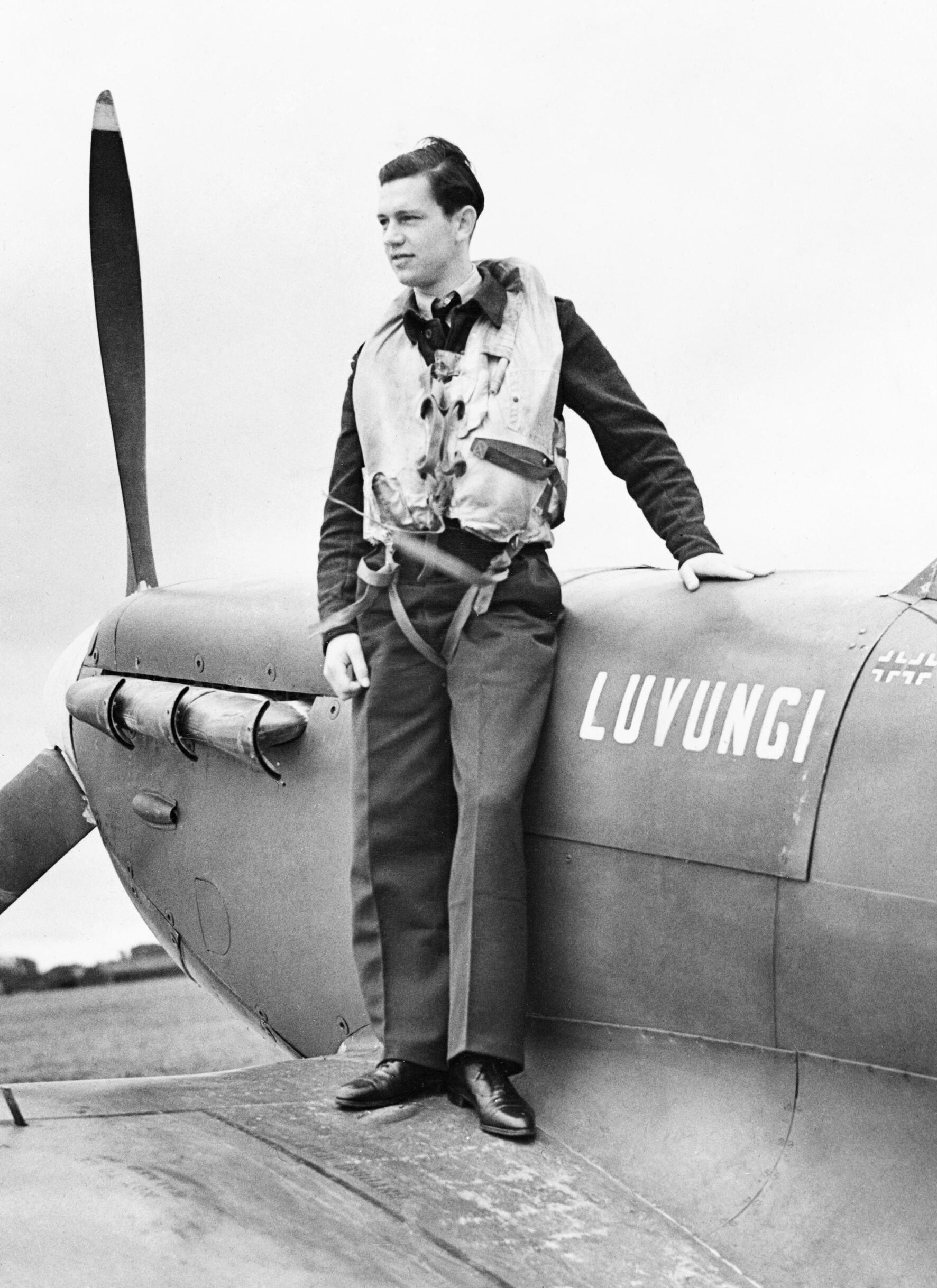
Um piloto belga da Força Aérea Real Britânica, 1942. Seu avião Spitfire foi financiado por contribuições do Congo, e recebeu o nome, "Luvungi", da cidade congolesa com esse nome

Logo após o estabelecimento do governo belga no exílio em Londres, começaram as negociações entre os belgas e os britânicos sobre o papel que o Congo iria desempenhar no esforço de guerra aliado. As duas partes chegaram a um acordo em 21 de janeiro de 1941, no qual todas as exigências britânicas foram aceitas, incluindo uma desvalorização de 30 por cento do franco congolês e a entrada do Congo na área da libra esterlina. Com o acordo oficial e a declaração congolesa de apoio aos Aliados, a economia do Congo - em particular sua produção de importantes matérias-primas - foi colocada à disposição dos Aliados.  Embora Ryckmans e líderes do Banque du Congo Belge (o banco central do Congo) estivessem satisfeitos com a entrada na área da libra esterlina, que garantia um mercado de exportação para o território, eles odiavam fortemente os preços fixos do acordo que eram favoráveis aos Estados Unidos Kingdom e preocupado com o fato de que apenas o comércio de libras esterlinas poderia impactar negativamente as reservas de moeda estrangeira do Congo. Os líderes empresariais da colônia também ficaram descontentes e aumentaram a produção de bens não mencionados no acordo para vender aos Estados Unidos neutros pelo valor de mercado padrão. Em 1942, depois que os Estados Unidos aderiram aos Aliados, o governo belga negociou um novo acordo econômico com os Estados Unidos e o Reino Unido. Funcionários belgas nunca o assinaram, mas foi de facto aplicado durante o resto da guerra, e o comércio congolês continuou dirigido aos dois países.  A produção econômica do Congo tornou-se um ativo ainda mais valioso para os Aliados depois que o Japão ocupou grandes áreas do Sudeste Asiático em 1942, interrompendo as exportações dessas áreas de commodities tropicais importantes, como a borracha.

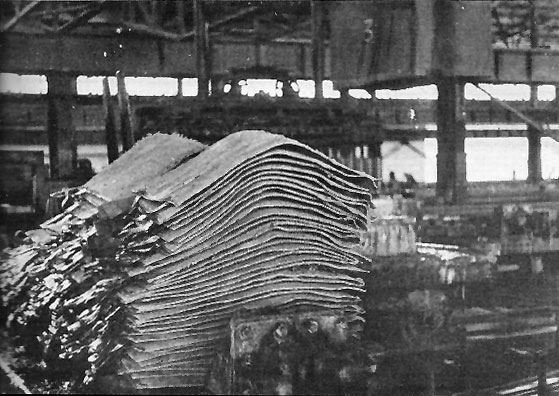
Lençóis de cobre das minas da província de Catanga

O Congo tornou-se cada vez mais centralizado economicamente durante a Grande Depressão dos anos 1930, à medida que o governo belga incentivava ali a produção de algodão, que tinha valor no mercado internacional. As maiores demandas econômicas do Congo durante a guerra estavam relacionadas às matérias-primas. Entre 1938 e 1944, o número de trabalhadores empregados nas minas da Union Minière du Haut Katanga (UMHK) aumentou de 25.000 para 49.000 para fazer frente ao aumento da demanda. A administração colonial promulgou políticas bem-sucedidas em última instância destinadas a aumentar o tamanho da força de trabalho do Congo; o número de trabalhadores assalariados na colônia cresceu de 480.000 em 1938 para 800.000 em 1945. A fim de aumentar a produção para o esforço de guerra, as autoridades coloniais aumentaram as horas e a velocidade com que os trabalhadores, tanto europeus como africanos, estavam esperado para funcionar. Isso levou a uma crescente agitação trabalhista em toda a colônia. O trabalho forçado, que havia sido proibido na década de 1930, foi reintroduzido para acompanhar a demanda; em 1944, o número máximo de dias de trabalho forçado por ano foi elevado para 120 para os congoleses rurais. descontentamento entre a população branca também aumentou pelo aumento de pesados impostos de guerra, que às vezes chegavam a 40 por cento. impostos altos e os controles de preços foram aplicadas a partir de 1941, limitando a quantidade de lucro que poderia ser feito e coibir a especulação. Embora o controle de preços auxiliasse as exportações para os Aliados, afetou adversamente os camponeses congoleses, que ganhavam menos apesar de sua maior quantidade de trabalho.
A grande maioria dos recursos brutos produzidos pelos congoleses foi exportada para outros países aliados. Segundo o governo belga, em 1942 toda a produção de cobre e óleo de palma da colônia era exportada para o Reino Unido, enquanto quase toda a madeira serrada da colônia era enviada para a África do Sul. As exportações para os Estados Unidos também aumentaram de $ 600.000 no início de 1940 para $ 2.700.000 em 1942. Apesar da cooperação dos Aliados, muitos funcionários da administração colonial trataram os diplomatas americanos e britânicos com suspeita, temendo a rivalidade econômica potencial de seus países com as empresas belgas. O Reino Unido e os Estados Unidos mantiveram grandes redes de espiões em todo o Congo durante a guerra.
De acordo com um acordo alcançado em 21 de março de 1941, os empréstimos do Banque du Congo Belge permitiram ao governo belga no exílio e às Forças Belgas Livres se financiarem, ao contrário da maioria dos outros estados no exílio, que operavam por meio de subsídios e doações de governos simpáticos. Isso também significava que as reservas de ouro da Bélgica, que haviam sido transferidas para Londres em 1940, não eram necessárias para financiar o esforço de guerra e, portanto, ainda estavam disponíveis no final da guerra.

## Urânio
O urânio-235 foi extraído no Congo em Shinkolobwe em Katanga antes da guerra pela UMHK para exportação para a Bélgica. Foi originalmente usado pela indústria médica  para produção de rádio e para colorir cerâmicas. Cientistas europeus descobriram mais tarde que o urânio enriquecido poderia ser usado na produção de uma suposta bomba atômica. Quando o físico Albert Einstein escreveu ao presidente dos Estados Unidos Franklin D. Roosevelt para alertá-lo sobre a possibilidade de um programa de bomba atômica alemão, ele o avisou que o Congo era a principal fonte do mineral. O urânio extraído da mina desativada de Shinkolobwe provou ser fundamental no desenvolvimento de uma bomba atômica durante o Projeto Manhattan Aliado. O diretor da UMHK, Edgar Sengier, despachou secretamente metade de seu estoque de urânio para Nova York em 1940; em setembro de 1942, ele o vendeu para o Exército dos Estados Unidos.
O próprio Sengier mudou-se para Nova York, de onde dirigiu as operações do UMHK pelo resto da guerra. O governo dos Estados Unidos enviou soldados do Corpo de Engenheiros do Exército para Shinkolobwe em 1942 para restaurar a mina e melhorar suas ligações de transporte renovando os aeródromos locais e instalações portuárias. Em setembro de 1944, o governo belga chegou a um acordo com o Reino Unido e os Estados Unidos, segundo o qual venderia apenas para esses dois países o urânio congolês a um preço fixo. Naquele ano, os americanos adquiriram mais 1,720 long tons (1,750 t) de minério de urânio da mina recém-reaberta. A mina era composta principalmente por congoleses, que trabalhavam em condições insalubres.

## Tráfico alemão de diamantes
Durante a guerra, houve rumores frequentes de que alguns industriais belgas envolvidos em empreendimentos coloniais estavam ajudando secretamente a Alemanha. Autoridades americanas descobriram que trabalhar com empresas de mineração congolesas da Belgo para garantir diamantes industriais era difícil. De acordo com o governo belga, em 1942 toda a produção de diamantes industriais da colônia estava sendo enviada para o Reino Unido. Na realidade, muitos diamantes industriais foram contrabandeados para a Alemanha nazista para uso no esforço de guerra alemão. A maioria dos diamantes congoleses foi extraída da Forminière, uma subsidiária da Société Générale de Belgique, que por sua vez era membro do Sindicato de Diamantes De Beers. Em 1940, o Sindicato informou que o Congo produzia anualmente 10,9 milhões de quilates de diamantes. Imediatamente após a eclosão da guerra, a produção relatada diminuiu drasticamente e, em 1942, a produção caiu oficialmente para 5 milhões de quilates - aproximadamente o número da produção original menos a quantidade exportada para a Alemanha antes da guerra. Acreditando que um grande volume de diamantes estava sendo contrabandeado para fora da colônia, os funcionários da inteligência americana convenceram os agentes britânicos a inspecionar a segurança das minas. O oficial encarregado de supervisionar as equipes de inspeção concluiu que faltavam medidas de segurança adequadas e que o pessoal da Forminière e da Société minière de Beceka criava uma "atmosfera sinistra" durante as viagens.  Firmin van Bree, o diretor da Forminière, era amplamente suspeito de manter simpatias alemãs. O governo alemão conduziu negociações secretas com líderes de Forminière e da Société Générale, e chegou a acordos que lhes permitiam comprar grandes quantidades de diamantes até 1944. Em 1943, a Alemanha pagou ao Société Générale $ 10,5 milhões por diamantes. Agentes americanos e britânicos acabaram descobrindo uma ampla rede de contrabando que trouxe diamantes para fora do Congo e para a Europa ocupada pelos alemães por ar e mar. De acordo com um relatório americano, as malas diplomáticas belgas às vezes eram usadas para transportar as gemas. As propostas dos americanos para sufocar o comércio ilícito foram dissuadidas pelo Ministério Britânico de Guerra Econômica, cujo Comitê de Diamantes era dominado por membros do Sindicato de Diamantes da De Beers. Após o fim da guerra, o governo belga exigiu que a Alemanha pagasse US $ 25 milhões devidos ao Société Générale por 576.676 quilates de diamantes.

## Envolvimento militar

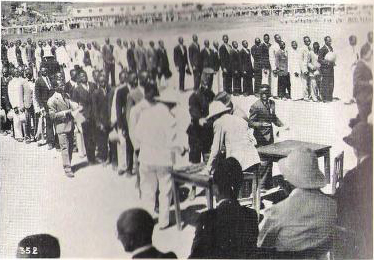
Alistamento congolês na Força Pública após a eclosão da guerra

### Força Pública
A Força Pública era a força policial e militar combinada do Congo e de Ruanda-Urundi. Durante a Segunda Guerra Mundial, constituiu a maior parte das Forças Belgas Livres, totalizando mais de 40.000 homens em seu pico em 1943. Como outros exércitos coloniais da época, a Força Publique era racialmente segregada; era liderado por 280 oficiais brancos e sargentos, mas por outro lado era composto por africanos negros indígenas. A Force Publique nunca tinha recebido o equipamento mais moderno fornecido às Forças Armadas belgas antes da guerra, e por isso teve que usar armas e equipamentos desatualizados como o morteiro Stokes e o Saint Chamond 70 mm obus. Durante a guerra, a força foi expandida por meio de recrutamento e convocação de reservas.
De Vleeschauwer autorizou a criação de um serviço aéreo para a Force Publique, e o governo belga firmou um acordo com a África do Sul em março de 1941 para fornecer treinamento. Os primeiros recrutas foram atraídos por um apelo na Rádio Léopoldville do Capitão Frans Burniaux, um piloto belga que fugiu da Escola de Voo Belga no Norte da África. Muitos dos pilotos serviram na Força Aérea da África do Sul durante a guerra, mas seus salários foram pagos pelo tesouro do Congo Belga.

## Campanha da África Oriental
Embora estivesse disposto a mobilizar os recursos econômicos do Congo para o esforço de guerra dos Aliados, o governo belga no exílio inicialmente hesitou muito em enviar tropas congolesas para o combate. O governo também se recusou a declarar guerra ao aliado da Alemanha, a Itália, que tinha colônias na África e estava lutando para garantir as possessões britânicas no continente, porque a família real belga tinha ligações dinásticas com a família real italiana. Essa atitude mudou depois que se soube que aeronaves italianas baseadas na Bélgica ocupada estavam atacando a Grã-Bretanha e quando um submarino italiano afundou um navio de carga belga. Uma declaração de guerra belga foi finalmente entregue contra a Itália em 23 de novembro de 1940. Dois dias depois, Ryckmans proclamou que existia um estado de guerra entre a Itália e o Congo.